# Crytea tricolor
Crytea tricolor là một loài tò vò trong họ Ichneumonidae.